# 耶爾格·布雷納
耶爾格·布雷納（德語：Jörg Brena，1921年11月24日—2011年3月11日），薩克森-魏瑪-艾森納赫大公威廉·恩斯特的次子，母親是薩克森-邁寧根的費奧多拉。
耶爾格·布雷納原名為格奧爾格·威廉（Georg Wilhelm），父親在他出生之前即因德國十一月革命退位。他於1946年將名字改為耶爾格·布雷納，進入樂壇工作。2011年於巴特克羅青根去世，享年89歲。